# Боргман, Ганс-Отто
Ганс-Отто Пауль Фридрих Боргман (нем. Hans-Otto Paul Friedrich Borgmann; 20 октября 1901, Линден — 26 июля 1977, Берлин) — немецкий кинокомпозитор.

## Биография
Ганс-Отто в детстве учился игре на пианино, скрипке и органе. В 16 лет он работал органистом в дворцовой церкви Готторпа. В 1910—1919 годах учился в Гуманистической соборной гимназии Шлезвига, а в 1920—1922 годах обучался в Государственной академии церковной и школьной музыки в Берлине и получил диплом учителя музыки, органиста, руководителя хора и капельмейстера.
В 1924—1927 годах Боргман служил капельмейстером в театре и опере. Позднее он сочинял музыку для оформления спектаклей, в частности, Немецкого театра в Берлине. Работа в кинематографе началась в 1928 году, когда, будучи капельмейстером, он подбирал музыкальное сопровождение для немых фильмов. Затем он работал музыкальным ассистентом, а в 1931 году стал кинокомпозитором и возглавил музыкальный отдела UFA.
В 1933 году Боргман создал музыку для пропагандистского фильма «Квекс из гитлерюгенда». Лейтмотив фильма, сочинённая Боргманом песня «Вперёд! Вперёд!» на слова рейхсъюгендфюрера НСДАП Шираха стала гимном гитлерюгенда.
После 1937 года Боргман часто работал с режиссёром Файтом Харланом. Самым известным шлягером Боргмана стало «Танго ноттурно» из одноимённого фильма 1937 года с участием Полы Негри.
В 1938 году Боргман написал «Великогерманский гимн» на слова Бальдура фон Шираха и возглавил музыкальный отдел новой Германской киноакадемии в Бабельсберге и стал профессором.
После Второй мировой войны в августе 1945 года Боргман дирижировал оркестром в постановке «Трёхгрошовой оперы» в берлинском театре имени Хеббеля. Он продолжил писать музыку для кино. В 1946 году создал музыкальное сопровождение для документального фильма о Нюрнбергском процессе («Нюрнберг и его уроки»), В 1950-е годы написал музыку для разных фильмов, преимущественно сентиментального содержания. Позднее увлёкся атональной музыкой. С 1953 года руководил отделением союза композиторов Берлина. В 1959—1971 году преподавал сценическую песню и шансон в Берлинской государственной высшей школе музыки и исполнительского искусства. В это время он создал около семидесяти сценических песен на слова Бертольта Брехта, Эриха Кестнера, Иоахима Рингельнаца и Курта Тухольского.

## Фильмография
| - 1931: Nie wieder Liebe - 1931: Sein Scheidungsgrund - 1931: Der Hochtourist - 1932: Der Frechdachs - 1932: Ein toller Einfall - 1932: Quick - 1932: Mensch ohne Namen - 1932: Das schöne Abenteuer - 1932: Strich durch die Rechnung - 1932: Der weiße Dämon - 1932: Wenn die Liebe Mode macht - 1932: Ф. П.1 не отвечает — F.P.1 antwortet nicht - 1932: Eine Tür geht auf - 1933: Lachende Erben - 1933: Kind, ich freu’ mich auf Dein Kommen - 1933: Der Stern von Valencia - 1933: Ein gewisser Herr Gran - 1933: Alles für Anita - 1933: Квекс из гитлерюгенда — Hitlerjunge Quex - 1933: Die schönen Tage von Aranjuez - 1933: Heideschulmeister Uwe Karsten - 1933: Inge und die Millionen - 1934: Золото — Gold - 1934: Королева чардаша — Die Csardasfürstin - 1934: Ein Mann will nach Deutschland - 1934: Die Insel - 1934: Fürst Woronzeff - 1935: Die törichte Jungfrau - 1935: Barcarole - 1935: Das Mädchen vom Moorhof - 1935: Leichte Kavallerie - 1935: Liebeslied - 1936: Mädchenjahre einer Königin - 1936: Москва — Шанхай — Moskau — Shanghai - 1936: Die Nacht mit dem Kaiser - 1937: Gleisdreieck - 1937: Танго ноттурно — Tango Notturno - 1938: Jugend - 1938: Занесённые следы — Verwehte Spuren | - 1939: Ein hoffnungsloser Fall - 1939: Pedro soll hängen - 1939: Die Reise nach Tilsit - 1940: Unser Fräulein Doktor - 1940-42: Der große König - 1941: Jakko - 1942: Золотой город — Die goldene Stadt - 1942: Der große Schatten - 1942: Diesel - 1942-44: Жертвенный путь — Opfergang - 1943: Du gehörst zu mir - 1944: Familie Buchholz - 1944: Neigungsehe - 1944: Der Majoratsherr - 1944: Junge Adler - 1945: Die Brüder Noltenius - 1945: Wie sagen wir es unseren Kindern? / Ehe mit Hindernissen - 1945: Eine alltägliche Geschichte - 1948: 1-2-3 Corona - 1948: Schuld allein ist der Wein - 1949: Der große Mandarin - 1949: Verführte Hände - 1950: Nur eine Nacht - 1950: Das Mädchen aus der Südsee - 1950: Die tödlichen Träume - 1951: Hanna Amon - 1952: Praterherzen / Tingeltangel - 1953: Der Kapitän von San Lorenzo / Mea culpa - 1953: Die Stärkere - 1953: Die Prinzessin und der Schweinehirt - 1954: Konsul Strotthoff - 1955: Die Toteninsel - 1955: Vor Gott und den Menschen - 1956: Dany, bitte schreiben Sie - 1956: Von der Liebe besiegt - 1958: Man müßte noch mal zwanzig sein - 1961: Die kleinen Füchse |